# Grábóc
Grábóc (németül: Grawitz, szerbül: Грабовац) község Tolna vármegye Bonyhádi járásában. Ortodox búcsújáróhely.

## Fekvése
A Szekszárdi-dombság nyugati részén fekszik, a legközelebbi várostól, Bonyhádtól mintegy 9 kilométerre keletre. Légvonalban nem sokkal nagyobb a távolsága a megyeszékhelytől, Szekszárdtól sem, melytől mintegy 10,5 kilométer választja el, de a közúton mérhető távolság ennek nagyjából kétszerese.
A szomszédos települések: észak felől Kakasd, északkelet felől Szekszárd, délkelet felől Szálka, dél felől Mőcsény, nyugat felől pedig Bonyhád. A legközelebbi szomszédja az alig két kilométerre fekvő Szálka, de a két település közt csak földutas kapcsolat van; a környék más települései mind 5 kilométernél nagyobb távolságban találhatóak.

### Megközelítése
Zsáktelepülés, csak közúton érhető el, az 56 105-ös számú mellékúton, amely Bonyhád és Mőcsény határvonala közelében ágazik ki északkelet felé a Bátaszéktől Bonyhádig húzódó 5603-as útból. Az ország távolabbi részei felől a 6-os főúton közelíthető meg a legegyszerúbben, bonyhádi letéréssel.

## Története
A településen már az 1300-as években létezett bencés zárda és templom. Romjait a szerb temetőtől északnyugatra lévő bozótos rejti.
Grábócot nevezetessé a török elől menekülő szerb szerzetesek tették, akik a dalmáciai Dragovity kolostorából 1580-ban menekültek ide. Először csak fatemplomot építettek, majd a budai basa engedélyével 1587-ben kőtemplomot. A törökök 1667-ben feldúlták a kolostort, mely 1703-ban elnéptelenedett. Az elnéptelenedett településre a Rákóczi-szabadságharc után tértek vissza a szerb lakosok és az ortodox szerzetesek. A mai szerb ortodox templom 1736-ban épült.
|  |  |

A 18. században a szerb lakosság mellé svábok települtek. A katolikus németek 1765-ben építették fel első kápolnájukat, amit 1795-ben templommá bővítettek. Az 1789-es népszámlálás szerint a németek már többséget alkottak a szerbekkel szemben. A 19-20. században az arányok még inkább eltolódtak, a szerb kolostor és a fogyatkozó szerb lakosság egyre inkább csak különlegességnek számított. A második világháború után a kitelepített svábok helyére székelyek települtek.
A szocializmus éveiben ide száműzték a bolgár ortodox egyház vezetőjét, a szófiai pátriárkát. Az ortodox kolostor 1974-ig, az utolsó szerzetes haláláig működött, utána szociális otthonná alakították. 1994 óta a templommal együtt ismét a szerb ortodox egyház tulajdona, ma apácák élnek itt.

## Közélete

### Polgármesterei
- 1990–1994: Szilágyi János (független)[3]
- 1994–1998: Tüske László Károly (független)[4]
- 1998–2002: Tüske László Károly (független)[5]
- 2002–2006: Tüske László Károly (független)[6]
- 2006–2010: Tüske László Károly (független)[7]
- 2011–2014: Takács László (független)[8][9]
- 2014–2019: Takács László (független)[10]
- 2019–2024: Vincze Kálmán (független)[11]
- 2024– : Vincze Kálmán (független)[1]

A településen a 2010. október 3-án megtartott önkormányzati választás után, a polgármester-választás tekintetében nem lehetett eredményt hirdetni, az első helyen kialakult szavazategyenlőség miatt. Aznap a 164 szavazásra jogosult lakos közül 140 fő járult az urnákhoz, egyikük érvénytelen szavazatot adott le, az érvényes szavazatokból pedig egyformán 55-55 esett az öt induló közül két független jelöltre, Takács Lászlóra és Vincze Kálmánra. A választáson egyetlen pártjelölt, a Jobbikos László Ferenc indult, ő a harmadik helyet szerezte meg, Tüske László Károly addigi polgármester pedig, mindössze hét szavazatot begyűjtve az utolsó helyen végzett. Az emiatt szükségessé vált időközi választást 2011. január 9-én tartották meg: ezen már csak három jelölt indult el, és kicsivel magasabb volt a választói részvétel mértéke is, ami Takács Lászlónak kedvezett jobban.

## Népesség
A település népességének változása:
| Lakosok száma | 180  | 174  | 177  | 158  | 169  | 159  | 139  |
|               | 2013 | 2014 | 2015 | 2021 | 2022 | 2023 | 2024 |

A 2011-es népszámlálás során a lakosok 85,6%-a magyarnak, 3% cigánynak, 7,2% németnek, 1,2% románnak, 1,8% szerbnek mondta magát (12,6% nem nyilatkozott; a kettős identitások miatt a végösszeg nagyobb lehet 100%-nál). A vallási megoszlás a következő volt: római katolikus 51,5%, református 6,6%, evangélikus 1,2%, felekezeten kívüli 16,8% (22,2% nem nyilatkozott).
2022-ben a lakosság 82,8%-a vallotta magát magyarnak, 1,8% németnek, 1,8% cigánynak (14,8% nem nyilatkozott; a kettős identitások miatt a végösszeg nagyobb lehet 100%-nál). Vallásuk szerint 29% volt római katolikus, 3% református, 1,8% ortodox, 3% egyéb keresztény, 0,6% egyéb katolikus, 29,6% felekezeten kívüli (33,1% nem válaszolt).

## Látnivalók
- Ortodox templom (barokk)
- Műemlék temető
- Zárda romjai
- Szerb Ortodox kolostor
- Kilátó (2015-ben épült a falu fölötti dombon)[15]